# Erkimia
Erkimia fue una empresa española perteneciente a la industria química que operó entre 1989 y 1999. Estaba a cargo de la elaboración de productos tales como ácido clorhídrico, ácido nítrico y otros compuestos inorgánicos, para lo cual disponía de una red de fábricas e instalaciones por todo el territorio español. A lo largo de su existencia constituyó una filial del grupo Ercros, siendo Erkimia la empresa cabecera de su división química.

## Historia
La empresa nació como una sociedad del holding Ercros, creado en 1989, siendo la filial que agrupaba los activos químicos del grupo. De Erkimia dependían a su vez varias sociedades: Emesa, Cros Pintura, Prodecros y una serie de activos procedentes de la antigua sociedad Cros. Disponía de una red de fábricas situadas en Flix, Tarragona, Asúa y Guardo. La filial no se vio arrastrada por la grave crisis financiera que vivió la matriz en 1992. Erkimia colaboraría con las empresas Fertiberia y Química del Estroncio para la construcción en Cartagena de una planta dedicada a la producción de carbonato de estroncio, la cual se inaguraría finalmente en el año 2000. En septiembre de 1999 la empresa cambió su nombre de Erkimia a Ercros Industrial S.A., perdiendo con ello identidad propia.